# Изборна скупштина САНУ 2012.
Изборна скупштина за избор нових чланова Српске академије наука и уметности (САНУ), која се организује на сваке три године, одржана је 1. новембра 2012. у Београду у свечаној сали зграде САНУ. Укупно је предложено 82 кандидата и то 24 кандидата да се из дописних унапреде у редовне чланове, 51 кандидата за нове дописне и 7 кандидата за иностране чланове. Од предложених 51 кандидата за дописне чланове њих 25 су имали подршку својих одељења. На овој скупштини изабрано је 22 редовна члана, 13 дописних чланова и 7 иностраних чланова.

## Изборна скупштина
Претходна изборна скупштина је била 5. новембра 2009. године. Од тада до ове скупштине је преминуло 20 редовних чланова, 1 дописни, 1 члан ван радног састава и 9 иностраних чланова. Припреме за ове изборе су трајале више месеци, научна, уметничка и друга удружења су предлагала своје кандидате, док се није формирао списак кандидата за саму изборну скупштину, у складу са законом, статутом и правилима како избори функционишу. Председник САНУ Никола Хајдин се у погледу избора нових чланова заложио за принцип „што више то боље“, очекујући да нови број научника повећа број научних дисциплина којима се академија бави, као и да се подмлади састав академије. Највише кандидата за дописне чланове је било предложено из Одељења друштвених наука и Одељења за математику-физику и гео науке, по 11, затим из Одељења медицинских наука, 10 кандидата.
Скупштини су од 137 чланова присуствовала 124 члана. За избор редовних чланова било је потребно 43 гласа, а за избор дописних и иностраних 66 гласова.
Неколико дана уочи изборне скупштине „Таблоид“ је објавио чланак у коме оптужује секретара Одељења друштвених наука, Војислава Становчића да тргује подршком одељења код избора дописних чланова. Академик Становчић је одбацио ове оптужбе.
Пре ове скупштине САНУ је имала 87 редовних и 50 дописних чланова, а после 109 редовних и 41 дописног члана.

### Изабрани чланови
На овој изборној скупштини изабрани су следећи предложени кандидати:
| Име и презиме           | Год. рођења и смрти | Струка                    | Одељење                                   | Предлог | Подршка одељења | Бр. гласова |
| ----------------------- | ------------------- | ------------------------- | ----------------------------------------- | ------- | --------------- | ----------- |
| Милан Дамњановић        | 1953.               | физика                    | одељење за математику, физику и гео-науке | одељење | да              | 52          |
| Градимир Миловановић    | 1948.               | математика                | одељење за математику, физику и гео-науке | одељење | да              | 55          |
| Владимир Стевановић     | 1947-2024           | екологија и биогеографија | одељење хемијских и биолошких наука       | одељење | да              | 57          |
| Богдан Шолаја           | 1951.               | хемија                    | одељење хемијских и биолошких наука       | одељење | да              | 53          |
| Зоран Ђурић             | 1941-2021           | техничка физика           | одељење техничких наука                   | одељење | да              | 49          |
| Зоран Поповић           | 1952.               | електротехника            | одељење техничких наука                   | одељење | да              | 55          |
| Нинослав Стојадиновић   | 1950-2020           | електроника               | одељење техничких наука                   | одељење | да              | 47          |
| Небојша Лалић           | 1958.               | ендокринологија           | одељење медицинских наука                 | одељење | да              | 54          |
| Војислав Лековић        | 1949.               | парадонтологија           | одељење медицинских наука                 | одељење | да              | 46          |
| Предраг Пешко           | 1955.               | хирургија                 | одељење медицинских наука                 | одељење | да              | 45          |
| Владисав Стефановић     | 1943-2015           | нефрологија               | одељење медицинских наука                 | одељење | да              | 50          |
| Нада Милошевић-Ђорђевић | 1934-2021           | историја књижевности      | одељење језика и књижевности              | одељење | да              | 58          |
| Предраг Пипер           | 1950-2021           | лингвистика               | одељење језика и књижевности              | одељење | да              | 52          |
| Александар Лома         | 1955.               | етимологија               | одељење језика и књижевности              | одељење | да              | 48          |
| Милорад Радовановић     | 1947-2020           | лингвистика               | одељење језика и књижевности              | одељење | да              | 47          |
| Данило Баста            | 1945.               | правна филозофија         | одељење друштвених наука                  | одељење | да              | 49          |
| Драгољуб Живојиновић    | 1934-2016           | историја                  | одељење историјских наука                 | одељење | да              | 55          |
| Мирјана Живојиновић     | 1938.               | историја                  | одељење историјских наука                 | одељење | да              | 58          |
| Исидора Жебељан         | 1967-2020           | компоновање               | одељење ликовне и музичке уметности       | одељење | да              | 43          |
| Бранислав Митровић      | 1948.               | архитектура               | одељење ликовне и музичке уметности       | одељење | да              | 49          |
| Тодор Стевановић        | 1937.               | сликарство                | одељење ликовне и музичке уметности       | одељење | да              | 47          |
| Иван Јевтић             | 1947.               | компоновање               | одељење ликовне и музичке уметности       | одељење | да              | 46          |

| Име и презиме        | Год. рођења и смрти | Струка               | Одељење                                   | Предлог | Подршка одељења | Бр. гласова |
| -------------------- | ------------------- | -------------------- | ----------------------------------------- | ------- | --------------- | ----------- |
| Бранислав Јеленковић | 1950.               | физика               | одељење за математику, физику и гео-науке | одељење | да              | 74          |
| Владица Цветковић    | 1964.               | геологија            | одељење за математику, физику и гео-науке | одељење | да              | 72          |
| Миодраг Матељевић    | 1949.               | математика           | одељење за математику, физику и гео-науке | одељење | да              | 72          |
| Радмила Петановић    | 1950.               | биологија            | одељење хемијских и биолошких наука       | одељење | да              | 84          |
| Радомир Саичић       | 1961.               | хемија               | одељење хемијских и биолошких наука       | одељење | да              | 87          |
| Велимир Радмиловић   | 1948.               | физичка металургија  | одељење техничких наука                   | одељење | да              | 83          |
| Петар Сеферовић      | 1951                | кардиологија         | одељење медицинских наука                 |         | не              | 79          |
| Милорад Митковић     | 1950-2021           | хирургија            | одељење медицинских наука                 |         | не              | 66          |
| Зоран Кривокапић     | 1955-2022           | хирургија            | одељење медицинских наука                 |         | не              | 75          |
| Горан Петровић       | 1961-2024           | књижевност           | одељење језика и књижевности              | одељење | да              | 87          |
| Јанош Бањаи          | 1939-2016           | историја књижевности | одељење језика и књижевности              | одељење | да              | 78          |
| Љубодраг Димић       | 1956.               | историја             | одељење историјских наука                 | одељење | да              | 70          |
| Петар Омчикус        | 1926-2019           | сликарство           | одељење ликовне и музичке уметности       | одељење | да              | 83          |

| Име и презиме               | Год. рођења и смрти | Струка                    | Одељење                                   | Предлог | Подршка одељења | Бр. гласова |
| Ласло Форо                  | 1955.               | физика                    | одељење за математику, физику и гео-науке |         |                 | 84          |
| Гордана Вуњак Новаковић     | 1948.               | биомедицинско инжењерство | одељење хемијских и биолошких наука       |         |                 | 91          |
| Валериј Васиљевич Козлов    | 1950.               | механика                  | одељење техничких наука                   |         |                 | 92          |
| Михаил Вениаминович Угрумов | 1947.               | физиологија               | одељење медицинских наука                 |         |                 | 82          |
| Петер Хандке                | 1942.               | књижевност                | одељење језика и књижевности              |         |                 | 102         |
| Анатолиј Аркадјевич Турилов | 1951.               | историја                  | одељење историјских наука                 |         |                 | 90          |
| Иван Штраус                 | 1928-2018           | архитектура               | одељење ликовне и музичке уметности       |         |                 | 81          |

### Кандидати који нису изабрани
На списку испод се налазе кандидати који су бирани на изборној скупштини 1. новембра 2012. али нису изабрани за чланове САНУ.
| Име и презиме    | Год. рођења | Струка   | Одељење                   | Предлог | Подршка одељења |
| ---------------- | ----------- | -------- | ------------------------- | ------- | --------------- |
| Коста Чавошки    | 1941.       | право    | одељење друштвених наука  |         | не              |
| Михаило Војводић | 1938.       | историја | одељење историјских наука | одељење | да              |

| Име и презиме              | Год. рођења | Струка                     | Одељење                                   | Предлог  | Подршка одељења |
| -------------------------- | ----------- | -------------------------- | ----------------------------------------- | -------- | --------------- |
| Стевица Ђуровић            |             | физика                     | одељење за математику, физику и гео-науке |          | не              |
| Раде Живаљевић             |             | математика                 | одељење за математику, физику и гео-науке |          | не              |
| Слободан Марковић          |             | географија                 | одељење за математику, физику и гео-науке |          | не              |
| Миодраг Петковић           |             | математика                 | одељење за математику, физику и гео-науке |          | не              |
| Љубомир Ћирић              |             | математика                 | одељење за математику, физику и гео-науке |          | не              |
| Миливој Белић              |             | физика                     | одељење за математику, физику и гео-науке |          | не              |
| Бранко Драговић            |             | физика                     | одељење за математику, физику и гео-науке |          | не              |
| Драгомир Давидовић         |             | физика                     | одељење за математику, физику и гео-науке |          | не              |
| Раде Хајдин                |             | грађевина                  | одељење техничких наука                   |          | не              |
| Ненад Младеновић           |             | операциона истраживања     | одељење техничких наука                   |          | не              |
| Милан Димкић               |             | грађевина                  | одељење техничких наука                   |          | не              |
| Марко Бумбаширевић         |             | микрохирургија             | одељење медицинских наука                 |          | не              |
| Лазар Давидовић            |             | хирургија                  | одељење медицинских наука                 |          | не              |
| Милица Чоловић             |             | хематологија               | одељење медицинских наука                 |          | не              |
| Бела Балинт                |             | трансфузиологија           | одељење медицинских наука                 |          | не              |
| Зорана Васиљевић Покрајчић |             | кардиологија               | одељење медицинских наука                 |          | не              |
| Невенка Рончевић           |             | педијатрија                | одељење медицинских наука                 |          | не              |
| Љиљана Гојковић Букарица   |             | фармакологија              | одељење медицинских наука                 |          | не              |
| Софија Милорадовић         |             | лингвистика                | одељење језика и књижевности              | одељење  | да              |
| Сава Дамјанов              |             | српска књижевност          | одељење језика и књижевности              |          | не              |
| Илија Марић                |             | историја филозофије        | одељење друштвених наука                  | одељење  | да              |
| Вукашин Павловић           |             | политичка социологија      | одељење друштвених наука                  | одељење  | да              |
| Драгана Радојичић          |             | етнологија и антропологија | одељење друштвених наука                  | одељење  | да              |
| Богољуб Шијаковић          | 1955.       | филозофија                 | одељење друштвених наука                  | одељење  | да              |
| Љиљана Благојевић          |             | теорија архитектуре        | одељење друштвених наука                  | одељење  | да              |
| Милован Митровић           |             | социологија                | одељење друштвених наука                  | одељење  | да              |
| Мирјана Стефановски        |             | право и историја           | одељење друштвених наука                  | одељење  | да              |
| Љубиша Адамовић            |             | економија                  | одељење друштвених наука                  | ван САНУ | да              |
| Милан Брдар                |             | социологија                | одељење друштвених наука                  |          | не              |
| Бојан Јовановић            |             | етнологија и антропологија | одељење друштвених наука                  |          | не              |
| Милош Немањић              |             | социологија                | одељење друштвених наука                  |          | не              |
| Славенко Терзић            | 1949.       | историја                   | одељење историјских наука                 | одељење  | да              |
| Душан Батаковић            | 1957.       | историја                   | одељење историјских наука                 | одељење  | да              |
| Војин Дабић                | 1949-2017   | историја                   | одељење историјских наука                 | одељење  | да              |
| Марко Поповић              |             | археологија                | одељење историјских наука                 | одељење  | да              |
| Михајло Митровић           | 1922.       | архитектура                | одељење ликовне и музичке уметности       | одељење  | да              |
| Мрђан Бајић                | 1957.       | вајарство                  | одељење ликовне и музичке уметности       | одељење  | да              |
| Сава Халугин               |             | сликарство                 | одељење ликовне и музичке уметности       |          | не              |